# جراحة تضخم البروستات الحميد
قد يلزم إجراء الجراحة لعلاج تضخم البروستات الحميد إن لم تكن المعالجة الطبية فعالة.

## العلاجات الغازية
العمليتان الجراحيتان اللتان تم إجراؤهما لعلاج تضخم البروستات الحميد:
- = استئصال البروستات عبر الإحليل (تي يو آر بي): مثّل استئصال البروستات عبر الإحليل المعيار الذهبي عمومًا لمداخلات البروستات لدى الأفراد المحتاجين إلى إجراء عملية قبل ظهور تقنيات الليزر. تتضمن العملية إزالة (جزء من) البروستات من طريق إدخال منظار القطع (منظار المثانة) عبر الإحليل. على أي حال، يصبح الدفق جافًا بعد هذه الجراحة التنظيرية عند نحو 65% من المرضى، ما لم تُطبق تقنية تي يو آر بي الجديدة التي تحافظ على الدفق.[1][2]
- = يمكن أيضًا إجراء استئصال البروستات البسيط في حال تضخم البروستات (أكبر من 50 غرامًا). تُنفذ العملية من طريق التقنية المفتوحة، أو بالمنظار، أو بمساعدة الروبوت.[3]

يوجد نوعان من استئصال البروستات عبر الإحليل (تي يو آر بي): الإجراء أحادي القطب المعياري والإجراء الجديد ثنائي القطب. تضمنت مراجعة كوكرين لعام 2019 ما يصل إلى 59 دراسة شملت 8924 رجلًا يعانون أعراضًا بولية بسبب تضخم البروستات الحميد. وجدت هذه المراجعة أن نوعا استئصال البروستات عبر الإحليل ثنائي القطب وأحادي القطب يقدمان غالبًا تحسينات مماثلة من ناحيتي الأعراض البولية ووظيفة الانتصاب، إضافة إلى تماثل معدلات حدوث سلس البول والحاجة إلى إعادة العلاج. من المحتمل أن تقلل الجراحة ثنائية القطب خطر الإصابة بمتلازمة استئصال البروستات عن طريق البروستات (متلازمة تي يو آر) والحاجة إلى نقل الدم.
أدت الجهود المبذولة لاكتشاف طرق جراحية أحدث إلى ابتكار أساليب أحدث وأنواع مختلفة من الطاقات المستخدمة لعلاج الغدة المتضخمة. على أي حال، لم يمر الوقت الكافي على وجود بعض الطرق الأكثر حداثة لتقليل حجم البروستات المتضخمة لإثبات سلامتها أو وتحديد آثارها الجانبية بصورة كاملة. تتضمن هذه الأساليب طرقًا مختلفة لتدمير جزء من الأنسجة الزائدة أو إزالتها مع محاولة تجنب إتلاف ما تبقى. دُرست طرق بديلة عدة مثل تبخير البروستات الكهربائي عبر الإحليل (تي في بّي)، واستئصال البروستات عبر الإحليل بالليزر، والاستئصال البصري بالليزر (في إل إيه بّي)، وحقن الإيثانول.